# KFA 통합경기정보 시스템
KFA 통합경기정보 시스템, 또는 join KFA는 대한축구협회에서 운영하는 통합전산시스템이다.

## 개요
프로 축구부터 동호회  축구 및, 대학 축구 및 유소년 축구까지 대한축구협회에서 관리하는 축구 인프라에 대한 전반적인 정보를 제공한다.
해당 사이트에서는 구체적으로 각종 대회의 결과와 각 팀의 선수들과 스태프들의 등록과, 등록 현황을 보여주며, 그외에도 심판진 및 골든에이지, 등록된 각 팀의 위치 및 창단일, 역사, 대표 등의 대한 정보들을 확인할 수 있다.

## 같이 보기
- 대한축구협회